# Kladivadlo
Kladivadlo bylo české divadlo malých forem, které bylo založeno v roce 1958 a fungovalo až do svého zániku v roce 1971.

## Historie
Roku 1958 v Broumově založili Miloš Dvořák a Pavel Fiala amatérské Divadelní studio mladých. První premiérou bylo scénické zpracování Máchova Máje, poté soubor přerušil činnost kvůli odchodu obou zakladatelů na vojenskou základní službu a obnovil se roku 1960 již pod názvem Kladivadlo, inspirovaným brožurou Pojďte, lidé, na divadla s železnýma kladivama, v níž Emil František Burian roku 1940 formuloval program českého experimentálního divadla. Divadlo vycházelo z tradice text-appealu a poetického kabaretu, autorem absurdních a lyrických textů byl převážně Pavel Fiala.
V roce 1963 se soubor přestěhoval do Kadaně, kde byla v souvislosti s výstavbou tušimické elektrárny poptávka po kulturním vyžití pro mladou generaci. Brzy se však divadlo přestalo místním funkcionářům zamlouvat a roku 1965 proto využilo nabídky na přesun do Ústí nad Labem, kde působilo pod hlavičkou Státního divadla Zdeňka Nejedlého a postupně se zprofesionalizovalo, začalo také inscenovat klasické hry, jako Obrazy minulosti Alexandra Vasiljeviče Suchovo-Kobylina. V roce 1969 se Kladivadlo stalo součástí Státního divadelního studia. Nástup normalizace vedl k zostření cenzury a po řadě konfliktů se schvalovacími orgány bylo roku 1971 Kladivadlo oficiálně zrušeno. O rok později vzniklo Činoherní studio Ústí nad Labem, kam přešla část souboru Kladivadla.
Souborem prošli herci Josef Dvořák, Uršula Kluková, Jana Kasanová, Luděk Sobota, Václav Helšus, Ivan Dědeček, Vladimír Šuman, režisér Jiří Císler nebo zpěvačka Zdeňka Lorencová. Úspěšnými inscenacemi byly Kabaret o myšilidech, Hudryjáda a skorokodýl, Máslo, Na českým dvorku, Legrační variace nebo Pstruzi pod kamenem. Divadlo bylo oceněno na Jiráskově Hronově a na mezinárodním festivalu v Geře, objevilo se i v dokumentárním filmu o amatérském divadle Generace bez pomníku, který roku 1964 natočil Rudolf Krejčík.